# Treteakivka, Sînelnîkove
Treteakivka (în ucraineană Третяківка) este un sat în comuna Hirkî din raionul Sînelnîkove, regiunea Dnipropetrovsk, Ucraina.

## Demografie
Componența lingvistică a localității Treteakivka
     Ucraineană (80,13%)
     Rusă (17,22%)
     Alte limbi (0,66%)
Conform recensământului din 2001, majoritatea populației localității Treteakivka era vorbitoare de ucraineană (80,13%), existând în minoritate și vorbitori de rusă (17,22%) și armeană (1,99%).